# 오비완 케노비
오비완 케노비(Obi-Wan Kenobi, 후에는 벤 케노비 Ben Kenobi)는 《스타워즈》 시리즈에 등장하는 은하공화국 소속의 등장인물로, 제다이 기사이다. 오리지널 3부작에서는 알렉 기네스가, 프리퀄 3부작에서는 이완 맥그리거가 연기하였다.

## 상세
에피소드1 보이지 않는 위험에서 콰이곤 진의 파다완이었다. 그러나 콰이곤이 다스 몰과의 결투에서 사망함으로써 아나킨의 스승이 된다. 에피소드2 클론의 습격에서 파드메의 암살자인 장고 펫을 뒤쫓아 지오노시스로 오게 된다. 에피소드 3 그리버스 장군을 죽이고 시스로 승화한 아나킨과 결투를 벌인 끝에 아나킨을 용암에 빠트려 큰 부상을 입힘으로써 승리한다.

## 그 외
벤 케노비는 제다이 대숙청 당시 이후 오비완 케노비가 은하 제국에 숨기 위해 정신 나간 노인인 척할 때 자신의 이름을 위장하기 위해 쓴 가짜 이름이다.